# Gabriel de Luján
Gabriel de Luján, también conocido como Gabriel de Luxán (siglo XVI - ¿?) fue el gobernador de Cuba entre 1580 y  1589, tras el gobierno temporal e interino de Gaspar de Torres  y debido a la muerte del anterior gobernador Francisco Carreño (gobernador de Cuba entre 1577 y 1579). Durante su administración, las costas de Cuba tuvieron una enorme cantidad de piratas que se escondían allí y atacaban barcos que pasaban cerca y a poblaciones locales. Así, se originaron las frases de la época Que hay más franceses por las costas de Cuba que en la Rochela y el mar de las Antillas está cuajado por Corsarios.

## Biografía
Gabriel de Luján, en su juventud, se unió al Ejército Español, donde destacó y logró ascender a Capitán. El 1 de septiembre de 1579 Gabriel de Luján fue nombrado gobernador de Cuba por parte de la Corona española mientras gobernaba el archipiélago el interino Gaspar de Torres. Así, llegó a la capital cubana en agosto de 1580, sustituyendo a De Torres en la administración del archipiélago. Durante su gobierno en Cuba, el archipiélago se vio atacado por piratas de diversos orígenes. El Cabo Cruz y las zonas que lo rodeaban, los cayos costeros y la Isla de Pinos, se mantuvieron como escondites de piratas, desde los cuales los piratas asaltaban los navíos españoles que pasaran cerca de allí y carecieran de custodia. Así, los cueros curtidos comenzaron a ser monopolizados por filibusteros franceses mientras que el comercio legítimo, según se le indicó a la Corona española,  había desaparecido en el archipiélago caribeño. Además, el capitán español Menéndez Márquez, en 1581, no pudo cumplir su objetivo de exterminar a los  corsarios de Cuba debido a la enorme cantidad de ellos existentes en sus costas. En 1582 y 1585 se mejoraron las fortificaciones y de armaron militarmente las guarniciones existentes en La Habana y Santiago, las principales ciudades de Cuba, logrando reducir los ataques corsario contra las poblaciones locales. En Bayamo, el capitán cubano Gómez Rojas, jefe del Departamento Oriental, comenzó a castigar a los corsarios en 1586 (Gabriel de Luján, estando en La Habana, le era difícil hacerse cargo de la situación), prohibiendo al Clero su participación en dicho castigo, que quería someter a los corsarios a un juicio inquisitorial. Así, el 1 de mayo de ese año por la noche fueron ahorcados todos los corsarios de las cárceles cubanas (incluyendo a ocho filibusteros pacíficos), dejando vivir solo a dos filibusteros franceses heridos y a uno joven que tripulaba la nave. Sin embargo, esto no frenó los ataques filibusteros, que siguieron siendo importantes en Cuba.
Luján fue destituido del gobierno de Cuba en 1589.